# 목포혜인여자중학교
목포혜인여자중학교(木浦惠仁女子中學校)는 대한민국 전라남도 목포시 죽교동에 있는 사립 중학교이다.

## 학교 연혁
- 1948년 10월 10일 : 학교법인 덕인학원 창립
- 1965년 12월 7일 : 목포혜인여자중학교 개교
- 1965년 12월 7일 : 초대 교장(설립자) 이복주 장로 취임
- 2018년 1월 1일 : SW교육 희망학교 운영
- 2018년 1월 1일 : 교육부지정 수학나눔학교 운영
- 2018년 1월 1일 : 전남도지정 인성키움ㆍ나눔학교 운영
- 2025년 1월 8일 : 제59회 졸업 160명(졸업생 총수 18,490명)
- 2025년 3월 1일 : 제26대 나윤성 교장 취임

## 참고 자료
- 목포혜인여자중학교 - 한국교육학술정보원 학교알리미